# جدجد رباعي البقع
جدجد رباعي البقع (الاسم العلمي: Gryllus quadrimaculatus) هو نوع من الحشرات يتبع جنس الجدجد من فصيلة الجداجد الحقيقية.